# Sacrifice de serviteurs dans l'Égypte antique
Le sacrifice de serviteurs dans l'Égypte antique est un type de sacrifice humain dans lequel les pharaons — et parfois d'autres membres de la haute noblesse — faisaient tuer des serviteurs après leur mort pour continuer à les servir dans l'au-delà. En Égypte, le sacrifice de serviteurs n'a existé que pendant la Ire dynastie, avant de diminuer lentement et de disparaître.

## Contexte historique

### Les croyances égyptiennes sur la vie après la mort
Les anciens Égyptiens, comme dans beaucoup de cultures, croient en une vie après la mort ; une grande partie de ce qui reste de leur civilisation le reflète car seuls les temples, les tombes et autres structures religieuses ont survécu. Une croyance qui est au centre des croyances égyptiennes sur la vie après la mort est la croyance au ka. Selon les Égyptiens, le ka était la source de vie, l'essence et l'âme d'une personne, qui vivrait dans l'au-delà. Les Égyptiens croient également que le ka devait avoir un corps où retourner, et c'est pour cette raison qu'ils momifient leurs morts. Les Égyptiens prennent également des mesures de précaution, au cas où leur corps ne survivrait pas, en commandant des statues ka ; des statues du défunt qui sont enterrées dans la tombe, avec le corps, et servent de remplacement si le corps se décomposait au point de ne plus être reconnaissable. Il est particulièrement important d'assurer le confort du ka du roi dans l'au-delà, en raison de sa position éminente tant sur le plan politique que religieux.
Les Égyptiens considèrent l'au-delà comme une continuation de cette vie et pensent qu'ils peuvent profiter de la plupart des mêmes activités. Ils croient également qu'ils pourraient maintenir la même hiérarchie sociale. Les Égyptiens, en particulier ceux de la classe supérieure, sont très préoccupés par le fait de s'assurer que leur vie dans l'au-delà serait aussi confortable, sinon plus, que leur vie sur terre. On a découvert dans les tombes de la nourriture, des peintures murales, des statues, des bijoux et divers autres objets.

### Pouvoir du pharaon
Les pharaons égyptiens occupent les plus hautes fonctions de la société égyptienne, tant dans les sphères religieuses que politiques. Les rois sont vénérés comme des dieux sous forme humaine. Ellen F. Morris, professeur au département d'anthropologie de l'université Columbia, suggère que les pharaons utilisaient les sacrifices de leurs serviteurs pour afficher leur pouvoir. Elle affirme également que les pharaons devaient avoir un pouvoir important, tant au niveau politique que religieux, pour convaincre leurs sujets qu'il valait la peine de sacrifier leur vie sur terre pour le pharaon et son confort dans la prochaine vie. En outre, leurs familles devaient être convaincues que le confort du pharaon dans la vie à venir était suffisamment important pour permettre le sacrifice de leurs proches, ce qui n'était pas possible si les personnes sacrifiées n'avaient pas une croyance très forte dans la vie à venir. Le gouvernement égyptien devait convaincre le peuple que le roi était un dieu et que ce qui lui appartenait dans sa vie sur terre lui appartenait aussi dans l'au-delà. David O'Connor, de l'Institut des Beaux-Arts de l'université de New York, propose que les sujets d'un roi acceptant de l'escorter dans l'au-delà démontrent qu'un changement s'était produit dans la façon dont les Égyptiens considéraient leur roi.

## Preuves des sacrifices de serviteurs
Comme c'est le cas pour la plupart des fouilles archéologiques égyptiennes, le pillage et les fouilles destructives des tombes, tant dans le passé que dans le présent, pour les richesses des tombes, ont empêché d'acquérir autant de connaissances sur les sacrifices de serviteurs que si les tombes étaient intactes.
Bien que l'authenticité des sacrifices de serviteurs soit contestée en raison de preuves peu substantielles, la plupart des égyptologues pensent que les sacrifices de serviteurs existaient bel et bien. Normalement, les Égyptiens antiques se trouvant dans des tombes communes étaient enterrés à des moments différents. Au contraire, dans les tombes supposées contenir des sacrifices de serviteurs, les individus ont été enterrés simultanément, ce qui suggère que ces serviteurs ont été sacrifiés. Les archéologues affirment qu'étant donné que la couverture de la tombe est continue, les enterrements ont dû être faits en même temps.

## Raisons des sacrifices de serviteurs

### Point de vue des pharaons et des nobles
L'objectif des sacrifices de serviteurs était de « permettre aux riches nobles et pharaons de jouir après leur mort du même style de vie qu'ils avaient de leur vivant ». Les pharaons utilisaient les sacrifices des serviteurs pour renforcer le pouvoir de la position du pharaon, en montrant le contrôle qu'ils avaient sur leurs sujets. Les pharaons utilisaient également les sacrifices des serviteurs pour aider à communiquer l'idée que l'État valait littéralement la peine de mourir pour lui.

### Point de vue des vassaux
Les sujets des pharaons considéraient le pharaon comme un dieu vivant, le dieu Horus. Une fois mort, le pharaon devenait le dieu Osiris, le roi de l'éternité. Si la mort de certains serviteurs semble avoir été considérée comme acquise, d'autres sacrifices semblent avoir élevé le statut et la richesse de certains serviteurs dans l'au-delà. Cela peut être déduit de la richesse avec laquelle ils étaient enterrés et de la position de leur tombe par rapport à celle du roi. Matthew Adams, archéologue de l'université de Pennsylvanie et directeur associé d'une expédition menée par l'université de New York, Yale et l'université de Pennsylvanie, suggère que les anciens Égyptiens considéraient le sacrifice à la mort d'un roi comme un moyen sûr d'accéder à la vie éternelle. Pour une civilisation si centrée sur la vie à venir, la garantie d'un bonheur et d'une sécurité éternels semble être une motivation probable pour qu'un serviteur accepte d'être sacrifié.

## Sacrifices de serviteurs de laIredynastie
Les tombes entourant les tombes royales contiennent souvent des membres du harem, des membres des fonctions mineures du palais, des nains de la cour et même des chiens, comme l'indiquent les stèles enterrées dans les tombes. Cependant, les caractéristiques démographiques des serviteurs sacrifiés variaient. Au cours de la Ire dynastie, les pharaons n'étaient pas les seuls à faire sacrifier leurs serviteurs. Le nombre de serviteurs enterrés autour de la tombe du roi était beaucoup plus important que celui des fonctionnaires de la haute cour, ce qui suggère une fois de plus la plus grande importance du pharaon.

## Sacrifices spécifiques des serviteurs de rois de laIredynastie

### Roi Aha
Le roi Aha, deuxième pharaon de la Ire dynastie, était également connu sous le nom de roi Hor-Aha. Selon Ellen Morris, trente-cinq de ses serviteurs ont été sacrifiés dans sa tombe, et douze dans trois tombes environnantes incluses dans son complexe funéraire. Deux autres récits de sources populaires sont donnés concernant le nombre de serviteurs sacrifiés trouvés dans le complexe funéraire du roi Aha. L'un des récits, trouvé dans le New York Times, a été donné par une équipe archéologique organisée par l'université de New York, l'université Yale et l'université de Pennsylvanie. Ces universités ont lancé un projet visant à fouiller le complexe funéraire du roi Aha. Elles ont trouvé six tombes près d'un site rituel mortuaire du roi Aha. Cinq des six tombes contenaient « des squelettes d'officiels de la cour, de serviteurs et d'artisans qui semblent avoir été sacrifiés pour répondre aux besoins du roi dans l'au-delà ». Un autre témoignage est donné par National Geographic, dans un article intitulé « Abydos: Life and Death at the Dawn of Egyptian Civilization ». Dans ce récit, six sacrifices de serviteurs ont été enterrés dans la tombe d'Aha avec lui, et trente-cinq ont été enterrés dans les tombes environnantes à l'intérieur de son complexe funéraire.

### Roi Djer
Le roi Djer, fils et successeur d'Aha, avait 318 serviteurs sacrifiés enterrés dans sa tombe, et 269 serviteurs sacrifiés enterrés dans les enceintes entourant sa tombe. O'Connor pense que les plus de deux cents tombes trouvées dans le complexe funéraire du roi Djer contiennent également des sacrifices de serviteurs. Selon Ancient Egypt: A Social History, le roi Djer a été enterré avec plus de 580 serviteurs. Il est très peu probable que tous ces serviteurs soient morts de causes naturelles en même temps, ce qui suggère que ces serviteurs ont été sacrifiés à la mort du roi Djer. Selon l'article du National Geographic, cependant, 569 serviteurs ont été sacrifiés pour le roi Djer.

### Roi Djet
Le roi Djet avait 174 serviteurs sacrifiés enterrés autour de sa tombe à Abydos et soixante-deux serviteurs enterrés autour de sa tombe à Saqqarah.

### Roi Den
Après la mort du roi Den, environ 230 personnes sont mortes simultanément pour « quelque chose ou quelqu'un d'extrêmement important ». Là encore, il est hautement improbable qu'un si grand nombre de personnes meurent toutes en même temps de causes naturelles et on peut en déduire que ces personnes ont été sacrifiées pour servir le roi Den dans l'au-delà. Cela reflétait peut-être la diversité des postes à la cour dans le royaume du pharaon, incluant peut-être des membres de la famille, des nobles de la cour et des serviteurs.

### Roi Qâ
Le complexe funéraire du roi Qâ illustre le déclin des sacrifices des serviteurs. On estime que seuls trente vassaux ont été sacrifiés après la mort du roi Qâ.

## Démographie des serviteurs sacrifiés
S.O.Y. Keita et A.J. Boyce, auteurs de Variation in Porotic Hyperostosis in the Royal Cemetery Complex at Abydos, Upper Egypt: A Social Interpretation, ont examiné quarante-quatre crânes provenant du complexe funéraire du roi Djer et ont découvert que ceux qui étaient enterrés à l'extérieur de la tombe étaient en meilleure santé que ceux qui se trouvaient dans la tombe elle-même. Ce résultat peut être interprété de deux manières. Premièrement, les personnes enterrées à l'extérieur de la tombe étaient censées être en meilleure santé parce qu'elles étaient plus riches et, par conséquent, avaient de meilleures habitudes alimentaires. La seconde est que les personnes enterrées à l'intérieur de la tombe royale pouvaient se permettre de prendre soin de leurs enfants malades. Quelle que soit l'explication correcte, la différence statistiquement significative est telle que ces deux groupes ne partageaient très probablement pas le même statut social.
Sur les douze sacrifiés et enterrés dans les trois tombes environnantes du complexe funéraire du roi Hor-Aha, tous les serviteurs identifiables « étaient tous des hommes et avaient environ vingt ans ». Morris suggère que ces serviteurs, en raison de leur sexe, de leur jeunesse et de la façon dont ils ont été enterrés, « alignés en rangs droits », étaient peut-être une garde militaire, enterrée avec le roi pour le protéger et le servir dans l'au-delà. Laurel Bestock, l'un des archéologues de l'équipe de l'université de New York, l'université Yale et l'université de Pennsylvanie, a rappelé que les personnes enterrées dans le complexe du roi Aha n'étaient pas seulement de simples serviteurs, mais aussi de riches nobles.
La plupart des sacrifices de serviteurs dans les tombes environnantes du complexe funéraire du roi Djer à Abydos étaient des femmes et consistaient probablement en « des épouses, concubines, parentes ou servantes subsidiaires du roi ». Les serviteurs sacrifiés sous le règne du roi Den « ne constituaient pas un groupe homogène, mais ... comprenaient un certain nombre d'individus aux fonctions et au statut variés ».

## Méthodes de sacrifice
Deux théories différentes ont été proposées sur la façon dont les vassaux étaient sacrifiés. Nancy Lovell, anthropologue physicienne, pense que certains ont été étranglés à mort, en raison de la coloration rosée de leurs dents. « Lorsqu'une personne est étranglée, l'augmentation de la pression sanguine peut provoquer la rupture des cellules sanguines à l'intérieur de ses dents et tacher la dentine, la partie de la dent située juste sous l'émail ». Matthew Adams a proposé une autre méthode de sacrifice. Il a déclaré que puisque aucun traumatisme n'a été trouvé sur les squelettes, l'empoisonnement au cyanure était probablement la cause de la mort.

## Raisons de la diminution des sacrifices de serviteurs
Le sacrifice des serviteurs a été abandonné presque immédiatement après la fin de la Ire dynastie. Selon une théorie, les serviteurs des pharaons après la Ire dynastie n'étaient pas convaincus de la nécessité immédiate de mourir pour servir un chef dans sa prochaine vie, et pensaient plutôt qu'ils pourraient servir le pharaon après leur mort, lorsque leur heure serait venue.
Une autre raison probable du déclin, et finalement de la fin, des sacrifices de serviteurs est la création des figurines ouchebti. Les ouchebtis étaient des figurines en forme de momie, destinées à remplacer les sacrifices de serviteurs ; « ... la responsabilité de l'exécution des tâches au nom du défunt était transférée à un type spécial de statuette funéraire, appelée ouchebti ». Ces ouchebtis étaient censées accomplir une grande variété de tâches, allant de la culture des champs à l'irrigation des canaux, en passant par le service du défunt. Un texte « magique » était gravé sur les ouchebtis afin de garantir qu'elles s'acquitteraient des tâches qui leur étaient assignées.

## Sources
- John Galvin,Abydos: Life and Death at the Dawn of Egyptian Civilization, National Geographic, Avril 2005, p. 106-121.
- John Garstang, Burial Customs of Ancient Egypt, Kegan Paul Limited, 2002, p. 16-17.
- Leslie Grinsell, V. Barrow, Pyramid and Tomb: Ancient burial customs in Egypt, the Mediterranean and the British Isles, Thames & Hudson Ltd, 1975. p. 39.
- Ellen F. Morris, Sacrifice for the State: First Dynasty Royal Funerals and the Rites at Macramallah's Rectangle, p. 15-37.
- Andrew Skinner, Ancient Egyptian Obsession With Eternity, Brigham Young University, Harold B. Lee Library, 22 octobre 2009.
- Alan Jeffrey Spencer, Death In Ancient Egypt, Penguin Books Ltd, 1982. p. 68 ;139.
- Marilyn Stokstad, Art History: Ancient Art, New Jersey, Pearson Education, 2009, p. 52-55.
- B.G. Trigger, B.J. Kemp, David O'Connor, A.B. Lloyd, Ancient Egypt: A Social History, University Press, Cambridge, 1983, p. 52-56.
- John Noble Wilford, With Escorts to the Afterlife, Pharaohs Proved Their Power, New York Times, 16 mars 2004.